# Bradysia quadrispinosa
Bradysia quadrispinosa är en tvåvingeart som först beskrevs av Franklin William Pettey 1918.  Bradysia quadrispinosa ingår i släktet Bradysia och familjen sorgmyggor. Inga underarter finns listade i Catalogue of Life.